# Mario Volpe (artista)
Mario Volpe (Barranquilla, 19 ottobre 1936 – Berna, 21 agosto 2013) è stato un artista colombiano, vissuto in Svizzera per più di quarant'anni.

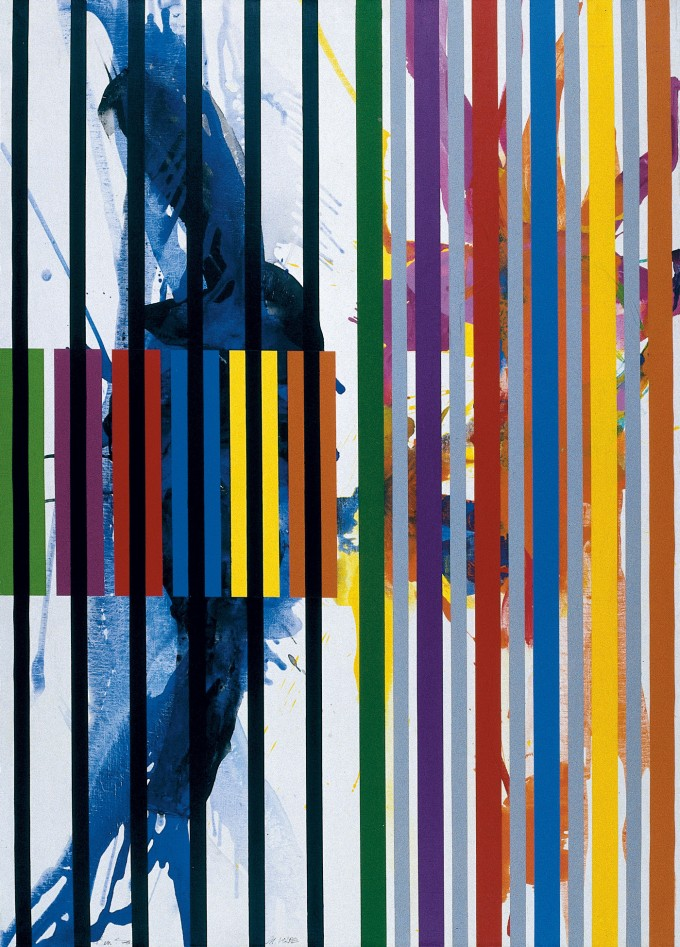
'Rideup', 1976, Berna

Il suo lavoro artistico copre metà secolo e comprende migliaia di lavori astratti su carta, tavola e tela, principalmente acrilici, inchiostri, smalti e dipinti a olio, oltre che disegni a carboncino, matita e matite colorate. Il lavoro di Volpe è caratterizzato da elementi geometrici e lineari, forme organiche, colori vivaci e un ampio uso del nero. È possibile cercare le influenze più significative di Volpe nella Scuola di pittura di New York degli anni Cinquanta e Sessanta, nei suoi studi di architettura e nelle sue radici nella Colombia caraibica. Il patrimonio di Volpe viene gestito dalla “ART-Nachlassstiftung” di Berna, Svizzera.

## Biografia
Mario A. Volpe nacque a Barranquilla, in Colombia, il 19 ottobre 1936, figlio di immigranti italiani. A 12 anni fece il suo primo viaggio a New York e in Italia. Dopo aver completato la scuola a Barranquilla, si trasferì negli Stati Uniti d'America all'età di 19 anni per studiare l'inglese alla Wilbraham Academy (oggi Wilbraham and Monson Academy), nel Massachusetts, per prepararsi per il college.
All'età di 20 anni, Volpe ebbe il primo incontro diretto con l'arte contemporanea, alla Biennale di Venezia, nel 1956. Quell'anno, intraprese gli studi di architettura al Carnegie Institute of Technology (oggi Università Carnegie Mellon School of Architecture) di Pittsburgh. Dopo aver ottenuto il diploma in architettura nel 1961, una borsa di studio del Carnegie Institute gli consentì di trascorrere un'estate all'American Academy di Fontainebleau, in Francia, dove iniziò a sperimentare il disegno astratto e fece la conoscenza di pittori e scultori.
Volpe fu accettato alla Graduate School of Design della Università di Harvard, in cui completò un anno del corso di perfezionamento in architettura.  Tuttavia, nel 1962 decise di lasciare Harvard per dedicarsi totalmente alla pittura. Si iscrisse alla Art Students League di New York di cui frequentò lezioni per due anni.

Nel 1964, una borsa di studio della Art Students League lo portò in un viaggio di studi attraverso l'Europa (Londra, Copenaghen, Stoccolma, Helsinki, San Pietroburgo, Amsterdam, Bruxelles, Parigi, Madrid e Siviglia). Dopo un anno a Roma, dove incontrò la moglie, Brigit Scherz, Volpe tornò negli Stati Uniti per prendere servizio come professore assistente nello Studio Arts Department della Università del Minnesota di Minneapolis.
Al termine di cinque anni di insegnamento alla Università del Minnesota, Volpe tornò in Europa nel 1970. Trascorse un anno lavorando a Torino e quindi passò a Berna in Svizzera, nel 1972, dove sposò Brigit Scherz nel 1973.  I loro due bambini, Martina e Philippe, nacquero nel 1974 e nel 1975. Volpe abitò e lavorò a Berna fino alla sua morte, il 21 agosto 2013, all'età di 76 anni.

## Opere
- 1956 – 1961: 	Disegni architettonici
- 1961: 		Prime chine su carta
- 1962 – 1969: 	Oli astratto-espressionisti su tela, tavola e carta
- 1967 – 1980: 	Dipinti “Hard-edge” ("Pittura a contrasti netti"), con enfasi preminentemente geometrica
- 1972 – 1974: 	Disegni a matite colorate su tavola
- 1979 – 1980: 	Disegni verticali
- 1980 – 1981: 	Poster e annunci
- 1981 – 1993:	Acrilici su tela, tavola e carta
- 1993 – 1998: 	“T- Pictures”, combinazione di formato orizzontale e verticale a forma “T”
- 1996 – 2002:	“Trittici”, lavori composti di tre sezioni interconnesse
- 2002 – 2008: 	Opere ornamentali lineari
- 2009 – 2013: 	Ultime opere

## Mostre
- 1966: Art Students League of New York, USA
- 1968: University Gallery Minneapolis, Minnesota, USA; Minnetonka Art Center, Orono, Minnesota, USA; Morningside College, Sioux City, Iowa, USA
- 1969: Rochester Art Center, Rochester, Minnesota, USA
- 1970: Hamline University, St. Paul, Minnesota, USA; North Hennepin Jr. College, Minneapolis, Minnesota, USA
- 1974: Galleria Bettina Katzenstein, Zurigo, Svizzera
- 1977: Galleria Art Shop, Basilea, Svizzera
- 1979: Berner Galerie, Berna, Svizzera
- 1980: Loeb Galerie, Berna, Svizzera
- 1981: Galleria Centrale, Hermance, Svizzera
- 1982: Galleria Van Loo, Bruxelles; Galerie 42, Antwerpen, Belgio; Galleria Napoletana delle Arti, Napoli, Italia; Musée Cantonal des Beaux-Arts, Losanna
- 1983: Galleria Amics, Alicante, Spagna; Knoll International, Napoli, Italia; Centrum Galerie, Basilea, Svizzera
- 1984: Galleria Paesi Nuovi, Roma, Italia
- 1985: Hannah Feldmann Galerie, Berna, Svizzera
- 1986: Centrum Galerie, Basilea, Svizzera; Salόn Cultural de Avianca, Barranquilla, Colombia
- 1987: Galleria DeI Mese-Fischer, Meisterschwanden, Svizzera; Museo de Arte Moderno, Cartagena, Colombia
- 1988: Galleria Susanne Kulli, Berna, Svizzera
- 1989: Salon Parterre, Berna, Svizzera
- 1991: Galleria Elida Lara, Barranquilla, Colombia; Galerie Susanne Kulli, Berna, Svizzera
- 1994; Galleria Susanne Kulli, Berna, Svizzera
- 1996: Galleria Susanne Kulli, Berna, Svizzera
- 1998: Galleria de la Aduana, Barranquilla, Colombia
- 1999: ATAG, Ernst and Young, Berna, Svizzera
- 2003: Universidad deI Norte, Barranquilla, Colombia; Kunstreich AG, Berna, Svizzera
- 2004: Galleria Wandelbar, Gstaad, Svizzera
- 2009: Chiesa di Johannes, Berna, Svizzera
- 2016-17: Zetcom AG, Berna, Svizzera
- 2018: Galleria Reflector,[1] Berna, Svizzera
- 2020: Galleria Il Rivellino,[2] Locarno, Svizzera
- 2022: Galleria Reflector,[3] Berna, Svizzera

Inoltre, Volpe ha partecipato a circa 60 esposizioni di gruppo, ad esempio presso la Art Students League a New York, l'Art Expo di New York, la Art Basel, l'Expo 2000 di Hannover, e a varie mostre in Colombia e in Svizzera.